# Mamma Maria/Malinteso
Mamma Maria/Malinteso è un singolo del gruppo musicale italiano Ricchi e Poveri del 1982. Entrambe le canzoni, scritte dal compositore Dario Farina e dal paroliere Cristiano Minellono, sono tratte dall'album Mamma Maria, pubblicato dalla band per l'etichetta Baby Records nel medesimo anno.
Il 45 giri esce anche in Francia, Germania, Svizzera, Austria, Belgio, Paesi Bassi, Brasile e Giappone nella versione italiana, e in Spagna nella relativa versione in lingua.

## Mamma Maria
Il brano musicale Mamma Maria, inciso sul lato A, è uno dei cavalli di battaglia del gruppo Ricchi e Poveri come trio.
La popolarissima canzone è la prima traccia dell'omonimo album del 1982. Il testo consiste in una filastrocca musicale, cantabile e ballabile con un ritornello (che riprende il brano Barbara Ann del gruppo The Beach Boys) molto orecchiabile per via della presenza di una specie di lallazione ("Ma-ma-ma-mam-ma-ma-ria-ma"...) realizzata con la sillaba universale «ma», la prima pronunciata da quasi tutti i bambini. La storia lascia intendere che "Mamma Maria" possa essere una maga che prevede l'avvenire attraverso le stelle. Così i clienti di questa maga, pur non fidandosi pienamente delle sue parole, si recano da lei e fantasticano sul loro futuro sperando di incontrare il vero amore.
Il successo di questo brano è immediato e porta fortuna al gruppo sia in Italia che all'estero, in particolar modo in Spagna e negli anni duemila in Russia. Oltretutto, molti artisti stranieri si sono cimentati in nuove rivisitazioni del brano (come i tedeschi Conny & Jean, che l'hanno ripreso nella loro lingua nel 1983; il trio canadese dei Collage, che lo ha eseguito in francese col titolo "La vie est belle" nel 1991 e che ha interpretato anche altri classici della band genovese; la cantante Diana Sorbello, che in tedesco ha ripreso anche "Sarà perché ti amo"; i belga Sasha & Davy nel 2011; la band russa Little Big che ne ha fatto una cover hardcore per un'edizione speciale di capodanno del programma televisivo russo Večernij Urgant ed infine remix vari.
Viene inserito nella compilation Bimbomix 1983, edita Baby Records. È stato poi reinterpretato dai Ricchi e Poveri e nuovamente inciso negli album I più grandi successi del 1994, Parla col cuore del 1999 e Perdutamente amore del 2012. Mamma Maria è stato utilizzato anche come sottofondo musicale degli spot pubblicitari di "Parmigiano Reggiano" e della "Vodafone", e incluso nella colonna sonora del film comico di Maurizio Nichetti Il Bi e il Ba con protagonista Nino Frassica, della commedia di Filippo Bologna Cosa fai a Capodanno? con Luca Argentero, e in un episodio della serie televisiva Rai Noi siamo leggenda, per la regia di Carmine Elia.
Il brano Mamma Maria è stato anche interpretato dall'intero staff delle ultime puntate di alcune stagioni di Forum condotto allora da Rita dalla Chiesa in alcuni anni fino al 2013.

## Malinteso
Malinteso, brano musicale sul lato B, rappresenta, invece, una spensierata e ritmata ballata d'amore. Il concetto del brano si sintetizza nella frase « [...] litigare ma che senso ha?»: infatti, se è stata tutta colpa di un malinteso, quello che conta è riappacificarsi senza farsi prendere dall'orgoglio.
In Spagna viene tradotto assumendo il titolo Malentendido.

## Tracce
- 45 giri – Italia (1982)

1. Mamma Maria – 2'55" (Cristiano Minellono - Dario Farina) Edizioni musicali Televis
2. Malinteso – 3'16" (Cristiano Minellono - Dario Farina) Edizioni musicali Televis

- 45 giri – Spagna (in lingua spagnola, 1983)

1. Mamma Maria – 2'55" (Cristiano Minellono - Dario Farina - Luis Gòmez Escolar)
2. Malentendido – 3'16" (Cristiano Minellono - Dario Farina - Luis Gòmez Escolar)

- 45 giri – Francia, Germania, Svizzera, Austria, Belgio, Paesi Bassi, Brasile, Giappone (1983)

1. Mamma Maria – 2'55" (Cristiano Minellono - Dario Farina)
2. Malinteso – 3'16" (Cristiano Minellono - Dario Farina)

## Crediti
- Ricchi e Poveri (Angela Brambati, Angelo Sotgiu, Franco Gatti): voci
- Gian Piero Reverberi: arrangiamenti e direzione musicale
- "Union Studios" di Monaco di Baviera; "Bach Studio" di Milano: studi di registrazione
- Universal Italia/Televis: edizioni musicali
- Baby Records: produzione
- Dario Farina: produzione esecutiva

## Classifica

### Posizione massima
| Classifica (1983) | Posizione |
| ----------------- | --------- |
| Spagna            | 3         |
| Svizzera          | 5         |
| Olanda            | 5         |
| Austria           | 11        |
| Germania          | 11        |
| Belgio            | 30        |

## Dettagli pubblicazione
| Paese  | Data | Etichetta    | Formato | Nº Catalogo |
| ------ | ---- | ------------ | ------- | ----------- |
| Italia | 1982 | Baby Records | 45 giri | BR 50282    |

Pubblicazione & Copyright: 1982 - Baby Records - Milano.

Distribuzione: CGD - Messaggerie Musicali S.p.A. - Milano.